# Baron Howard of Penrith

Wappen der Barone Howard of Penrith

Baron Howard of Penrith, of Gowbarrow in the County of Cumberland, ist ein erblicher britischer Adelstitel in der Peerage of the United Kingdom.

## Verleihung
Der Titel wurde am 10. Juli 1930 dem Diplomaten Sir Esmé Howard verliehen, anlässlich seines Dienstendes als britischer Botschafter in den USA. Er stammte aus der Adelsfamilie Howard und war ein Urenkel des 11. Duke of Norfolk.
Heutiger Titelinhaber ist seit 1999 sein Enkel Philip Howard als 3. Baron.

## Liste der Barone Howard of Penrith (1930)
- Esmé Howard, 1. Baron Howard of Penrith (1863–1939)
- Francis Howard, 2. Baron Howard of Penrith (1905–1999)
- Philip Howard, 3. Baron Howard of Penrith (* 1945)

Titelerbe (Heir apparent) ist der Sohn des aktuellen Titelinhabers, Hon. Thomas Philip Howard (* 1974).